# Doriane Delassus
Doriane Delassus, född 17 november 2002, är en fransk kanotist som tävlar i kanotslalom. Hennes syskon Anatole och Marjorie tävlar också i kanotsport.

## Karriär
Vid EM 2025 i Vaires-sur-Marne tog Delassus brons individuellt i C1 samt silver i lagtävlingen tillsammans med Angèle Hug och Laurène Roisin.